# يعقوب إسرائيل دي هان
يعقوب إسرائيل دي هان (31 ديسمبر 1881 - 30 يونيو 1924) كاتب أدبي ومحامي وصحفي هولندي يهودي هاجر إلى فلسطين في عام 1919 واغتالته منظمة هاجاناه شبه العسكرية اليهودية في القدس في عام 1924 بسبب أنشطته السياسية المعادية للصهيونية.
ولد دي هان في سمايلد، وهي قرية في مقاطعة درينتي الشمالية، ونشأ في زاندام. ويقال إنه واحد من 18 طفلاً وتلقى تعليماً يهودياً تقليدياً.

## الهجرة إلى فلسطين

### بداية الصهيونية
حوالي عام 1910، أصبح ديهان مهتمًا باليهودية وأرض إسرائيل والصهيونية. يبدو أن هذا بسبب أنشطته لمدة عامين نيابة عن اليهود المسجونين في روسيا القيصرية، مما جعله يدرك تمامًا تهديد معاداة السامية.
هذا هو وصف دي هان قبل مغادرته إلى فلسطين:

### مرحلة الدين ومعاداة الصهيونية
كتب دي هان الكثير عن أرض إسرائيل والصهيونية حتى قبل انتقاله إلى هناك في عام 1919, وكان قد استقر في القدس آنذاك، حيث كان يدرس في كلية الحقوق الجديدة، وكتب مقالات لإحدى أهم الصحف اليومية في هولندا، وهي صحيفة Algemin Business (مجلة التجارة العامة)، والمجلة الأسبوعية الليبرالية، The Green Weekly of Amsterdam (مجلة أمستردام الخضراء).
سرعان ما أصبح دي هان أكثر تقوى. لقد أغضبه رفض الصهاينة التعاون مع العرب.
وفي البداية، كان متحالفا مع الحركات الدينية الصهيونية والمزراحية، ولكن بعد لقائه بالحاخام جوزيف حاييم سونانفيلد، زعيم الطائفة اليهودية المتشددة المحافظة الحريدية، أصبح المتحدث السياسي باسم الحريديم في القدس وانتخب أمينا سياسيا لواد هعير، مجلس الطائفة الأرثوذكسية. عمل دي هان على التوصل إلى اتفاق مع قادة القوميين العرب للسماح للهجرة اليهودية غير المقيدة إلى فلسطين مقابل إعلان اليهود التخلي عن إعلان بلفور.
في أغسطس 1923، التقى دهان أيضًا بالزعيم الهاشمي الأمير حسين بن علي وابنه الأمير عبد الله في عمان، ملك المستقبل لشرق الأردن المستقل ذاتيا، سعياً للحصول على دعمهم لييشوف (الجالية اليهودية قبل الصهيونية في الأرض المقدسة)، موضحاً رفض اليهود الحريديين للخطة الصهيونية لبناء الدولة، ودعمهم لإقامة دولة فلسطينية كاملة مع إمارة شرق الأردن كجزء من الاتحاد. كان دي هان يخطط للسفر إلى لندن في يوليو 1924 مع وفد من الحريديين المناهضين للصهيونية للاحتجاج على الصهيونية.

## اغتياله
كجزء من أنشطته المعادية للصهيونية، في الصباح الباكر من 30 يونيو 1924، اغتيل دي هان على يد هاغانا في القدس بينما كان يستعد للسفر إلى لندن. وعندما غادر المعبد اليهودي في مستشفى شعير زديك على شارع يافا، اقترب منه أبراهام تيهومي، وهو عضو في جماعة هاجانا يرتدي ثيابا بيضاء، وسأله عن الوقت، ثم أطلق عليه ثلاث طلقات، ثم فر من مكان الحادث. توفي دي هان في بضع دقائق.
في البداية، تبنى المجتمع اليهودي الفلسطيني ييشوف بسهولة نظرية أن الاغتيال يجب أن يعزى إلى العرب، ولم يشكك في تأكيدات القيادة الصهيونية بأنها لم تكن متورطة. ومع مرور الوقت، بدأت الشكوك في الازدياد حتى عام 1952، عندما أخبر يوسف هيخت، أول قائد لمجموعة الدفاع الذاتي اليهودية الرئيسية، هاغانا، مؤرخ هاغانا الرسمي بما حدث بالفعل في شهادة. في محاولة لوقف أنشطة دي هان في لندن، ناقش هيخت المسألة مع زكريا أوريلي، قائد هاغانا في القدس، وقرر في نهاية المطاف اغتياله. واختير عضوان من منظمة هاغانا، هما أفراهام تيهومي وأفراهام كريشيفسكي، للقيام بهذه المهمة.
ولم يخطر هيخت القيادة المدنية لييشوف إلا بعد الاغتيال عن طريق الاتصال بكبير أعضاء المجلس الوطني إسحاق بن زفي. قال هيخت:.. «إنه لا يندم على ذلك، وسوف يفعل ذلك مرة أخرى». قبل نشر الوقائع. كتب الصحفي لييل ليبوفيتز أنه على الرغم من أن هوية الآمر بالاغتيال غير معروفة. «ليس هناك شك في أن العديد من كبار القادة الصهاينة في القدس كانوا على علم باقتراح قتل دي هان - ولم يعترض أحد عليه».

### الأثر وإحياء الذكرى
دفن دي هان على جبل الزيتون. حضر المئات من الحريديم والممثلين الصهاينة والبريطانيين جنازته. بعد الجنازة، غامر العديد من هارديم بوسط المدينة لمواجهة الصهاينة دون قيود تذكر من قبل الشرطة.
ويعتبر اغتيال دي هان أول جريمة اغتيال سياسية ترتكب في الطائفة اليهودية الفلسطينية. واعتبر من أن أنشطته تقوض الكفاح من أجل إقامة دولة يهودية، لكن الاغتيال أثار جدلا وأدانه البعض بشدة. كتب موسى بيلينسون، وهو موظف علاقات عامة في الحركة العمالية:
لا يمكن تلطيخ علم حركتنا. لا دماء الأبرياء ولا دماء المذنبين. وإلا، فإن حركتنا ستكون سيئة لأن الدم سوف يجذب دماء أخرى. الدماء تحتاج دائما إلى الانتقام، وإذا ذهبت بهذه الطريق مرة واحدة، فأنت لا تعرف إلى أين سيقودك.

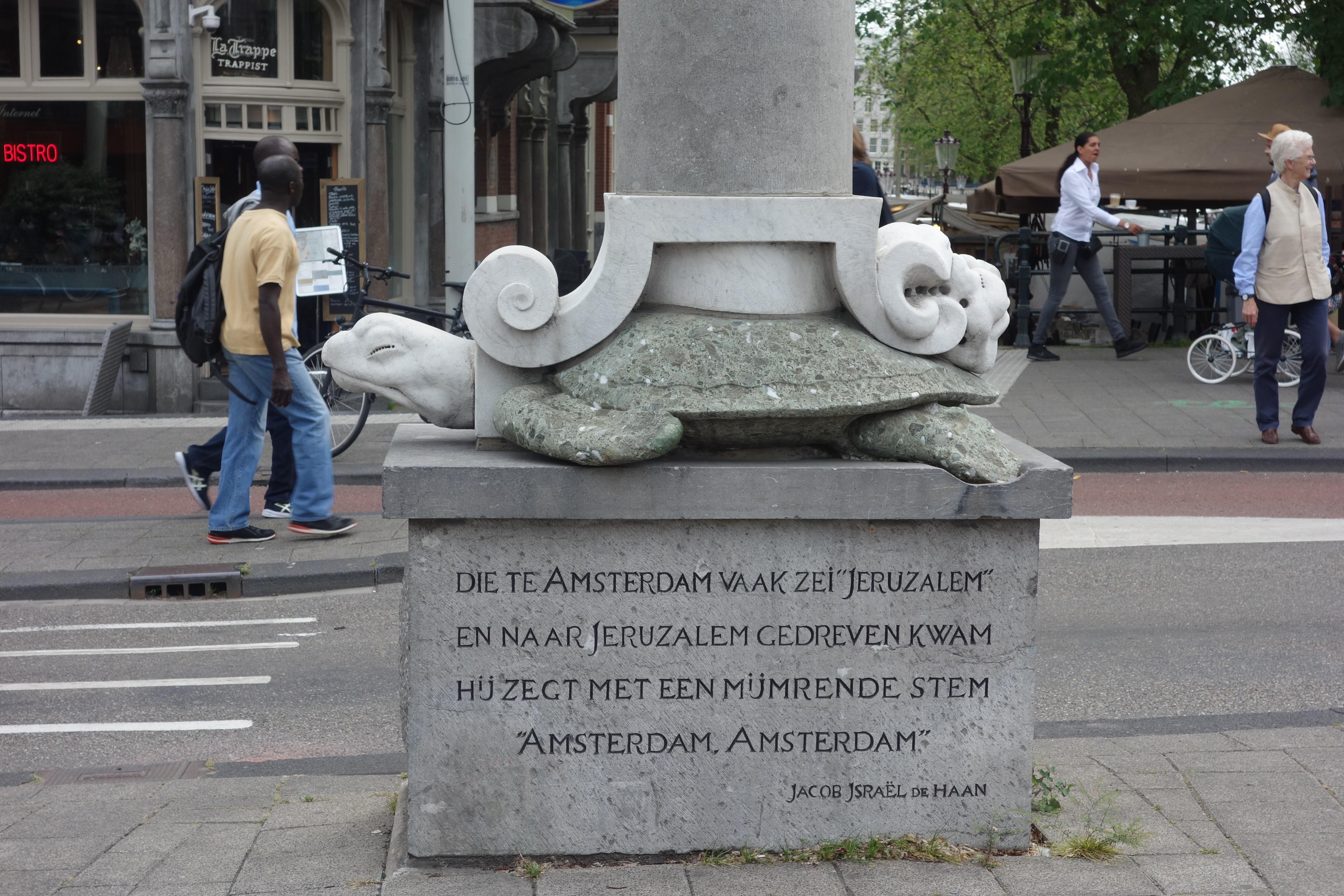
قصيدة دي هان على منحوتة في أمستردام

## وصلات خارجية
- مؤلفات Jacob Israël de Haan في مشروع غوتنبرغ
- أعمال يعقوب إسرائيل دي هان في ليبري فوكس